# استقطاب الفوتون
استقطاب الفوتون هو وصف ميكانيكا الكم في الفيزياء الكلاسيكية لمنحنى جيب الاستقطاب الخطي لموجة كهرومغناطيسية. تكون الفوتونات الفردية مستقطبة كليًا، ويكون الاستقطاب خطي أو دائري أو بيضاوي.

## اقرأ أيضا
- استقطاب (فيزياء)